# Дом Маврокордато (Таганрог)
Дом  Маврокордато — полутораэтажное здание в городе Таганроге Ростовской области.  Является объектом культурного наследия регионального значения. Решение № 301 от 18.11.92 года.
Адрес:  г. Таганрог, ул. Греческая, 101.

## История
Полутораэтажный дом в городе Таганроге по ул. Греческая, 101 с пятью окнами по фасаду с каменными полуколоннами и пилястрами на парадном входе на фасаде был построен в 1830-х годах. Здание имеет лепной орнамент, пилястры, окрашено в голубой цвет, мелкие архитектурные детали окрашены в белый цвет.
С 1870-х годов владельцем здания был таганрогский купец Антон Сарандинаки, затем — греческо-подданная Екатерина Михайловна Кальвокореси. В 19 лет Екатерина Михайловна обручилась с 35-летним греком Михаилом Ивановичем. В 1867 году, как восприемники,  супруги Кальвокореси присутствовали в Греческой церкви на крестинах сына Ивана, родившегося в семье Теохориди и в качестве свидетелей на свадьбе купца 1-й гильдии Дмитрия Амвросиевича Негропонте, женившегося на дочери коллежского регистратора Еленой Николаевной Авьерино.
В начале XIX века дом приобрел в собственность греческо-подданный Матвей Стоматьевич Маврокордато. Его отец, Стомати Матвеевич,  1830 года рождения и мать Виргиния  Николаевна Авьерино,  1841 года рождения, венчались в Греческой церкви в январе 1858 года.
Свой дом по ул. Греческая, 100 хозяева сдавали внаем под квартиры и конторы. В 1910-х годах здесь проживал присяжный поверенный Иван Иванович Корсун, располагалась агентурно-комиссионная контора предпринимателей Стона и Векслера. Таганрожец Пузанов в своих меблированных комнатах этого дома устраивал знакомства молодых людей с девицами легкого поведения.
После прихода в город Советской власти и до 1925 года здание принадлежало торговцам М. А. и Я. М. Берковичам.
В настоящее время это жилой дом с приватизированными квартирами, памятник культурного наследия регионального значения.